# Crkva na Gradini kod Jelse
Crkva na Gradini, rimokatolička crkva kod Jelse, zaštićeno kulturno dobro.

## Opis
Na poluotoku Gradina sjeveroistočno od Jelse, gdje su ostatci kasnoantičke utvrde, osnovan je 1605. god. augustinski samostan, ukinut u 18. st. i porušen početkom 19. st., kada se na ovom prostoru počinje formirati groblje. Obrisi samostana vide se i danas, a sačuvana je samo barokna crkva koja se koristi kao grobišna kapela. Pravokutnog je tlocrta, zidana kamenom u redovima nejednake visine. U osi glavnog pročelja je barokni portal, a nad njim manji okulus. Uz sjeveroistočni ugao izgrađen je zvonik zatvorenog tipa, katova markiranih jednostavnim razdjelnim vijencima, sa zidanom ložom i četverostrešnim krovom.

## Zaštita
Pod oznakom RST-0027-1962. zavedena je kao nepokretno kulturno dobro - pojedinačno, pravna statusa zaštićena kulturnog dobra, klasificirano kao "sakralna graditeljska baština".